# Henri Debehogne
Henri Debehogne (1928 - 9 de Dezembro de 2007) era um astrônomo belga.
Trabalhou no Royal Observatory em Uccle, sendo especializado em astronomia de cometas e asteroides.
Ele descobriu mais de 700 asteroides, incluindo os asteroides troianos (6090) 1989 DJ e (65210) 2002 EG.
O asteroide 2359 Debehogne foi assim nomeado em sua homenagem.